# Deutsche Cadre-47/2-Meisterschaft 1977/78

Veranstaltungsort: Kaufbeuren

Die Deutsche Cadre-47/2-Meisterschaft 1977/78 ist eine Billard-Turnierserie und fand vom 12. bis zum 15. Januar 1978 in Neugablonz, einem Ortsteil von Kaufbeuren, zum 49. Mal statt.

## Geschichte
Der Düsseldorfer Dieter Wirtz gewann in Neugablonz seinen zweiten Deutschen Meistertitel. Nachdem er 1972 in Essen in der Freien Partie gewonnen hatte, war es diesmal der Titel im Cadre 47/2. Nach Beendigung der Gruppenphase war Wirtz lediglich Fünfter. Danach gewann er aber alle Partien in der Endrunde. Sehr knapp ging es in der Partie gegen Günter Siebert zu. Nach klarer Führung von Siebert gewann Wirtz mit 400:399 in fünf Aufnahmen. Der Zweitplatzierte Münchener Peter Sporer glänzte in der Partie gegen Thomas Wildförster mit einem 400:6-Sieg in nur zwei Aufnahmen. Wildförster erspielte aber die restlichen Turnierrekorde. Ganz stark präsentierte sich auch der erst 20-jährige Norbert Ohagen.

## Turniermodus
Es wurden zwei Gruppen à fünf Spieler gebildet. Die Gruppenspiele wurden im Round-Robin-System im Satzsystem bis 400 Punkte mit Nachstoß gespielt. Die drei Gruppenbesten kamen in eine Endrunde. Es wurde dann ein neues Ausgangsklassemet erstellt. Die Matchpunkte aus der Gruppenphase wurden mitgenommen und es wurden drei weitere Runden gespielt. Alle Spiele kamen in die Wertung. Bei MP-Gleichstand in der Gruppenphase wurde in folgender Reihenfolge gewertet:
1. MP = Matchpunkte
2. GD = Generaldurchschnitt
3. HS = Höchstserie

## Gruppenphase
| MP    | Match Points (Sieger = 2; Unentschieden = 1; Verlierer = 0) |
| Pkte. | Erzielte Karambolagen                                       |
| Aufn. | Benötigte Versuche                                          |
| GD    | Generaldurchschnitt                                         |
| BED   | Bester Einzeldurchschnitt eines Spielers                    |
| HS    | Höchstserie                                                 |
|       | Bester GD des Turniers                                      |
|       | Bester ED des Turniers                                      |
|       | Beste HS des Turniers                                       |
|       | 1. Platz (Gold)                                             |
|       | 2. Platz (Silber)                                           |
|       | 3. Platz (Bronze)                                           |

| Gruppe 1                   | Gruppe 1                      | Gruppe 1 | Gruppe 1 | Gruppe 1 | Gruppe 1 | Gruppe 1 | Gruppe 1 |
| Platz                      | Name                          | MP       | Pkte.    | Aufn.    | GD       | BED      | HS       |
| -------------------------- | ----------------------------- | -------- | -------- | -------- | -------- | -------- | -------- |
| 1                          | Thomas Wildförster (Velbert)  | 6:2      | 1414     | 21       | 67,33    | 133,33   | 322      |
| 2                          | Wolfgang Zenkner (München)    | 6:2      | 1249     | 26       | 48,03    | 57,14    | 265      |
| 3                          | Günter Siebert (Hattingen)    | 6:2      | 1396     | 34       | 41,05    | 57,14    | 234      |
| 4                          | Heinz Voßmerbäumer (Duisburg) | 2:6      | 701      | 57       | 12,29    | 12,12    | 73       |
| 5                          | Wolfgang Kuhnke (Hattingen)   | 0:8      | 582      | 54       | 10,77    | –        | 83       |
| Gruppendurchschnitt: 27,82 |                               |          |          |          |          |          |          |

| Gruppe 2                   | Gruppe 2                      | Gruppe 2 | Gruppe 2 | Gruppe 2 | Gruppe 2 | Gruppe 2 | Gruppe 2 |
| Platz                      | Name                          | MP       | Pkte.    | Aufn.    | GD       | BED      | HS       |
| -------------------------- | ----------------------------- | -------- | -------- | -------- | -------- | -------- | -------- |
| 1                          | Peter Sporer (München)        | 8:0      | 1600     | 57       | 28,07    | 57,14    | 226      |
| 2                          | Dieter Wirtz (Düsseldorf)     | 6:2      | 1489     | 48       | 31,02    | 50,00    | 156      |
| 3                          | Norbert Ohagen (Velbert)      | 4:4      | 1251     | 53       | 23,60    | 33,33    | 192      |
| 4                          | Otto Wallraf (Köln)           | 2:4      | 697      | 68       | 10,25    | 10,52    | 103      |
| 5                          | Werner Naruhn (Gelsenkirchen) | 0:6      | 869      | 84       | 10,34    | –        | 81       |
| Gruppendurchschnitt: 19,05 |                               |          |          |          |          |          |          |

## Ausgangsklassemet für die Endrunde
| Platz | Name                         | MP  | Pkte. | Aufn. | GD    | BED    | HS  |
| ----- | ---------------------------- | --- | ----- | ----- | ----- | ------ | --- |
| 1     | Peter Sporer (München)       | 8:0 | 1600  | 57    | 28,07 | 57,14  | 226 |
| 2     | Thomas Wildförster (Velbert) | 6:2 | 1414  | 21    | 67,33 | 133,33 | 322 |
| 3     | Wolfgang Zenkner (München)   | 6:2 | 1249  | 26    | 48,03 | 57,14  | 265 |
| 4     | Günter Siebert (Hattingen)   | 6:2 | 1396  | 34    | 41,05 | 57,14  | 234 |
| 5     | Dieter Wirtz (Düsseldorf)    | 6:2 | 1489  | 48    | 31,02 | 50,00  | 156 |
| 6     | Norbert Ohagen (Velbert)     | 4:4 | 1251  | 53    | 23,60 | 33,33  | 192 |

## Abschlusstabelle
| Klassement nach der 7. Spielrunde | Klassement nach der 7. Spielrunde | Klassement nach der 7. Spielrunde | Klassement nach der 7. Spielrunde | Klassement nach der 7. Spielrunde | Klassement nach der 7. Spielrunde | Klassement nach der 7. Spielrunde | Klassement nach der 7. Spielrunde | Klassement nach der 7. Spielrunde |
| Platz                             | Name                              | MP                                | Pkte.                             | Aufn.                             | GD                                | BED                               | HS                                |                                   |
| --------------------------------- | --------------------------------- | --------------------------------- | --------------------------------- | --------------------------------- | --------------------------------- | --------------------------------- | --------------------------------- | --------------------------------- |
| 1                                 | Dieter Wirtz (Düsseldorf)         | 12:2                              | 2689                              | 67                                | 40,13                             | 80,00                             | 218                               |                                   |
| 2                                 | Peter Sporer (München)            | 10:4                              | 2727                              | 93                                | 29,32                             | 200,00                            | 226                               |                                   |
| 3                                 | Günter Siebert (Hattingen)        | 9:5                               | 2594                              | 58                                | 44,72                             | 57,14                             | 234                               |                                   |
| 4                                 | Thomas Wildförster (Velbert)      | 8:6                               | 2056                              | 37                                | 55,56                             | 133,33                            | 322                               |                                   |
| 5                                 | Wolfgang Zenkner (München)        | 8:6                               | 2026                              | 61                                | 33,21                             | 57,14                             | 265                               |                                   |
| 6                                 | Norbert Ohagen (Velbert)          | 7:7                               | 2180                              | 73                                | 29,86                             | 100,00                            | 251                               |                                   |
| 7                                 | Heinz Voßmerbäumer (Duisburg)     | 2:6                               | 701                               | 57                                | 12,29                             | 12,12                             | 73                                |                                   |
| 8                                 | Otto Wallraf (Köln)               | 2:6                               | 697                               | 68                                | 10,25                             | 10,52                             | 103                               |                                   |
| 9                                 | Wolfgang Kuhnke (Hattingen)       | 0:8                               | 582                               | 54                                | 10,77                             | –                                 | 83                                |                                   |
| 10                                | Werner Naruhn (Gelsenkirchen)     | 0:6                               | 869                               | 84                                | 10,34                             | –                                 | 81                                |                                   |
| Turnierdurchschnitt: 26,25        |                                   |                                   |                                   |                                   |                                   |                                   |                                   |                                   |